# Микитенко Клавдія Іванівна
Клавдія Іванівна Микитенко (15 березня 1924 — ?) — українська радянська діячка, новатор виробництва, машиніст-оператор стана «140» трубопрокатного цеху № 1 Нікопольського південнотрубного заводу Дніпропетровської області. Депутат Верховної Ради УРСР 7-го скликання.

## Біографія
З 1950-х років — машиніст-оператор стана «140» трубопрокатного цеху № 1 Нікопольського ордена Леніна південнотрубного заводу Дніпропетровської області.
Потім — на пенсії у місті Нікополі Дніпропетровської області.

## Нагороди
- ордени
- медалі